# Richard Alcántara
Richard Alcántara es un deportista dominicano que compitió en taekwondo. Ganó dos medallas en el Campeonato Panamericano de Taekwondo en los años 2004 y 2008.

## Palmarés internacional
| Campeonato Panamericano | Campeonato Panamericano          | Campeonato Panamericano | Campeonato Panamericano |
| Año                     | Lugar                            | Medalla                 | Categoría               |
| ----------------------- | -------------------------------- | ----------------------- | ----------------------- |
| 2004                    | Santo Domingo ( Rep. Dominicana) | Medalla de bronce       | –84 kg                  |
| 2008                    | Caguas (Puerto Rico)             | Medalla de oro          | –84 kg                  |